# Nicola I Esterházy
Nicola I Giuseppe Esterházy di Galantha, detto il Magnifico (Vienna, 18 dicembre 1714 – Vienna, 28 settembre 1790), è stato un principe della nobile casata ungherese degli Esterházy, nonché una delle personalità più rilevanti della sua famiglia.

## Biografia

Palazzo Eszterházy fatto costruire da Nicola I

Nicola era figlio del principe Giuseppe Esterházy e di sua moglie, la baronessa Maria Oktavia von Gilleis. Nacque a Vienna il 18 dicembre 1714, dove il padre si trovava a risiedere presso la corte imperiale.
Educato dai gesuiti, come gran parte dei suoi parenti e antenati, intraprese e percorse una rapida carriera militare, che lo portò in pochi anni a raggiungere il grado di feldmaresciallo dell'esercito imperiale. Solo dopo la morte del fratello maggiore Paolo II Antonio (1762), ad ogni modo, poté ottenere anche il rango di principe. Parallelamente intraprese la carriera diplomatica divenendo ambasciatore imperiale in Polonia e in Sassonia dal 1742 al 1747 e successivamente ambasciatore imperiale alla corte di San Pietroburgo dal 1753 al 1761.
Nel 1753 divenne proprietario del 33º reggimento di fanteria "Andrassy". Prese parte alla guerra dei Sette anni ove ebbe modo di distinguersi nella Battaglia di Kolín (1757) guidando alla vittoria uno squadrone di cavalleria. Nel 1764 divenne capitano del corpo di guardia imperiale ungherese e prestò servizio all'incoronazione dell'Imperatore Giuseppe II a Francoforte sul Meno come ambasciatore. In quest'occasione ebbe modo di conoscere Johann Wolfgang von Goethe. Come molti dei suoi antenati, anche Nicola nel 1765 venne onorato del cavalierato dell'Ordine del Toson d'oro.

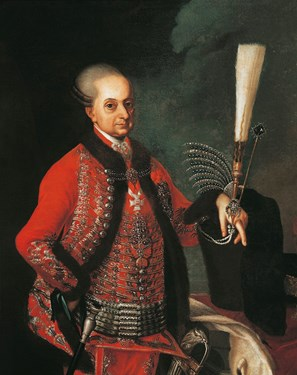
Ritratto del principe Nicola I Esterhazy in abiti tradizionali da magnate ungherese

Allo scoppio della Guerra di successione bavarese nel 1778, Nicola reclutò nei propri possedimenti 1200 soldati che mise al supporto dell'Imperatore. Nel 1783 l'Imperatore estese il titolo di principe a tutti i membri maschi appartenenti alla famiglia Esterházy.
Il soprannome di "Magnifico" gli venne impartito per via del suo ricco stile di vita, cosparso di lusso e sfarzo, che si rifletteva nella costruzione di prestigiose residenze come il Palazzo Eszterházy a Fertőd, dotato di uno splendido parco di caccia di stile rococò che venne non a caso definito la "Versailles ungherese", dove il principe si ritirò gradualmente, distanziandosi dall'etichetta della corte di Vienna che odiava. Nella sua reggia in campagna, il principe si avvalse dei servizi di Joseph Haydn come Kapellmeister e compositore, tenendo feste, balli e battute di caccia. Egli stesso era un grande appassionato di musica e suonava regolarmente il violoncello, la viola da gamba e la meno nota viola di bordone. Nell'estate del 1773, in occasione di una visita di Maria Teresa d'Austria al suo palazzo, Nicola I stupì l'imperatrice con una straordinaria ostentazione della sua ricchezza, cospargendo di sale (bene all'epoca ancora piuttosto costoso) tutto il percorso che avrebbe compiuto la carrozza imperiale.
Lo stile di vita del principe Esterhàzy, ad ogni modo, lo portò ad accumulare debiti di proporzioni notevoli, che ammontavano a circa 3,8 milioni di talleri che non riuscì a pagare e che demandò al figlio suo successore Antonio I.
Morì a Vienna il 28 settembre 1790.

## Il rapporto con Haydn

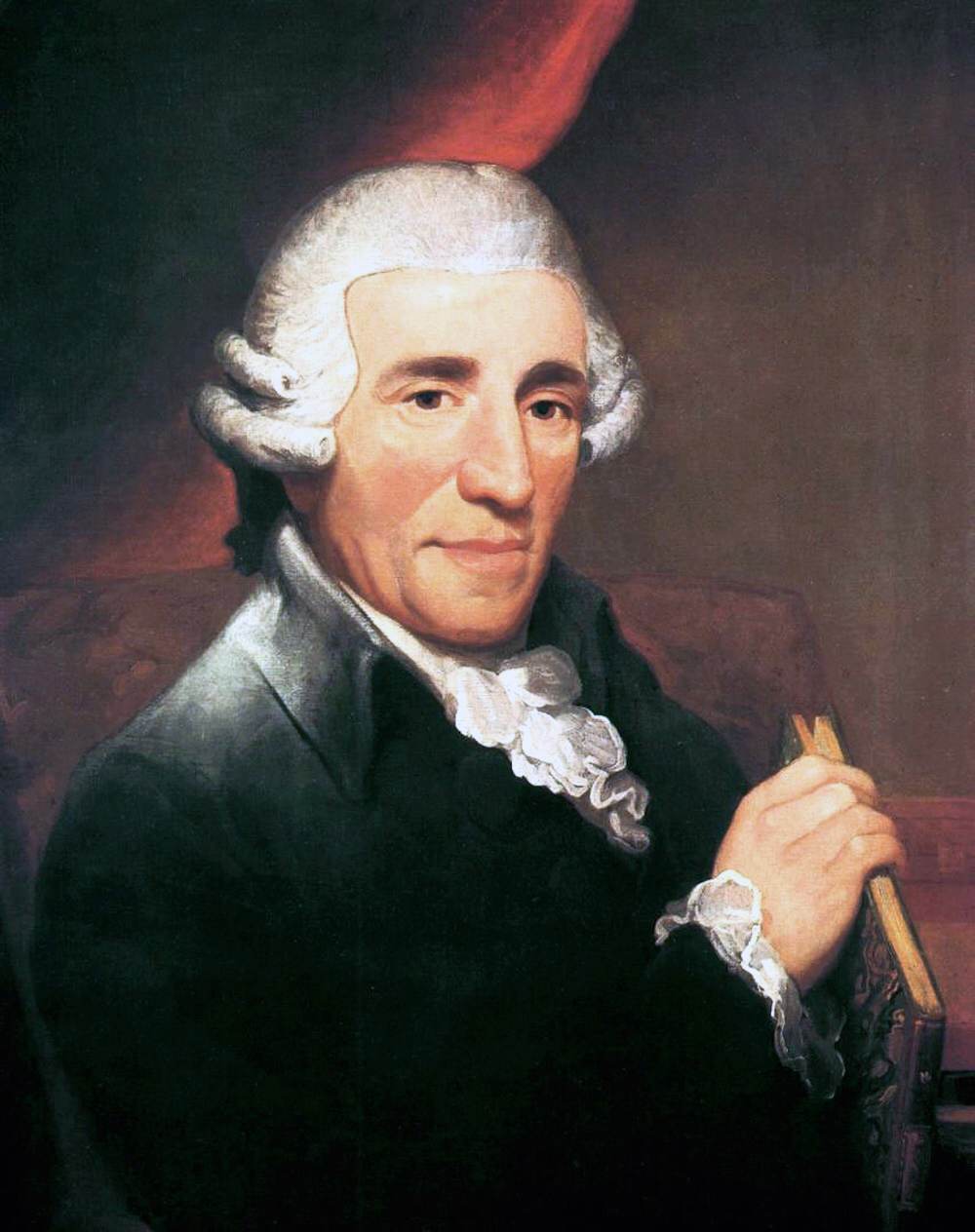
Joseph Haydn fu al servizio del principe Nicola Esterhazy per quasi trent'anni della sua carriera di compositore e musicista

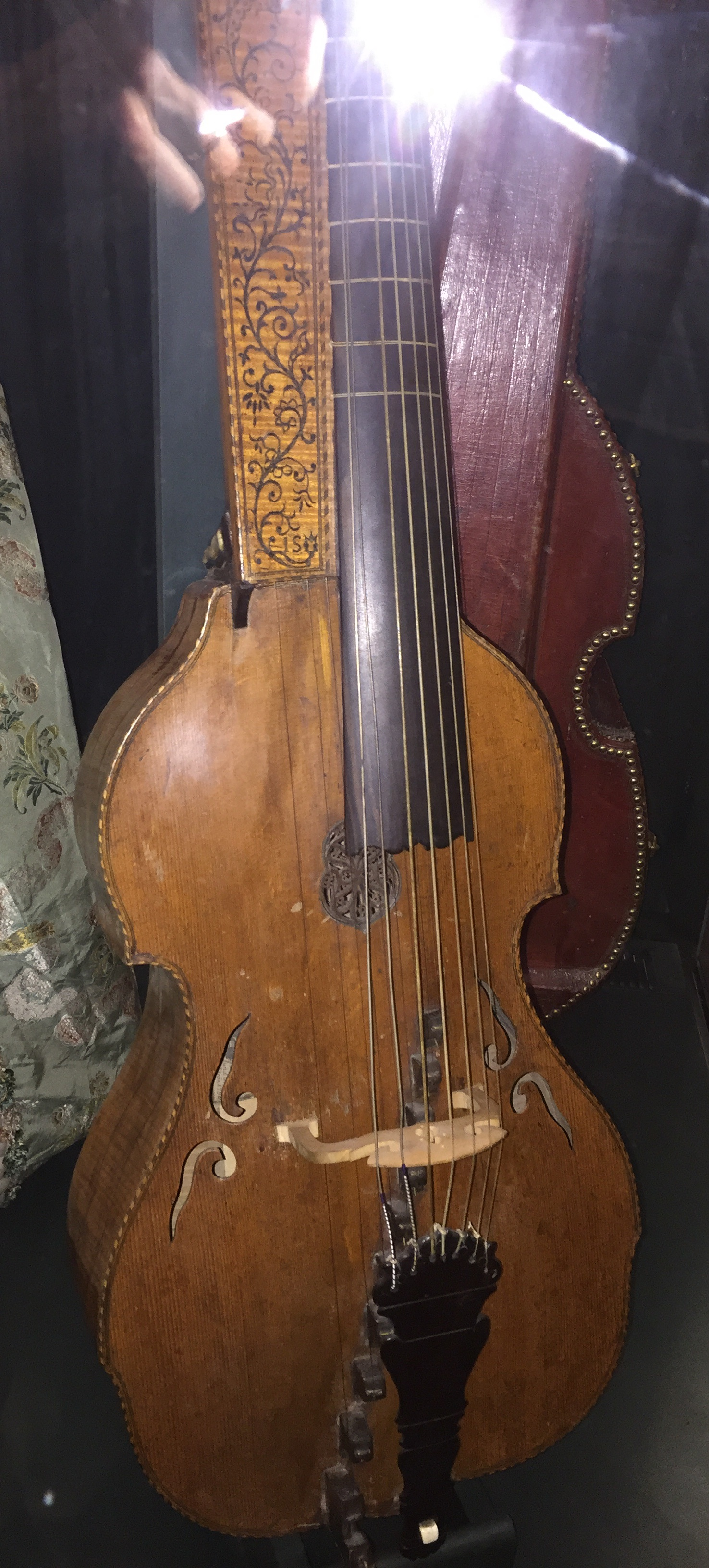
La viola di bordone del principe Esterhazy, conservata al Museo Nazionale Ungherese

Nicola I era il secondo principe Esterházy ad avere al proprio servizio il noto compositore tedesco Joseph Haydn che, sotto il suo lungo governo, trovò terreno ideale per le sue composizioni e per esprimere al meglio la sua arte musicale. Già dal 1761, Paolo II Antonio, fratello maggiore di Nicola e suo predecessore come capo della casta, aveva nominato Haydn al ruolo di vice-maestro di cappella, ma fu solo con la morte di Gregor Werner che Nicola I decise di promuoverlo alla direzione musicale di tutti i suoi eventi.
I rapporti con Haydn non furono sempre floridi, in particolare quando il principe decise di licenziare il mediocre soprano Luigia Polzelli, che era divenuta anche l'amante del compositore tedesco durante la loro permanenza a palazzo. Nel 1766, ad ogni modo, si accordò per assumere al suo posto il fratello minore del compositore, il tenore Johann Evangelist Haydn.
Alla corte del principe Esterházy, inoltre, Haydn risultò strumentale nella composizione di una serie di pezzi musicali ispirati allo strumento musicale favorito del principe, la viola di bordone, componendo negli anni '70 del Settecento un totale di 126 trio per viola di bordone oltre a numerose altre opere per altri strumenti. Al principe Nicola I Esterházy, Haydn dedicò tra le altre la Sinfonia n. 45.

## Personalità
Il principe Nicola I rimase per tutta la sua vita fortemente legato alla sua esperienza militare. Amava circondarsi di militari e gli uomini di fiducia nella sua vita, come ad esempio il suo amministratore Peter Ludwig von Rahier, provenivano tutti dal mondo dell'esercito. L'accademia militare teresiana di Wiener Neustadt ha dedicato a proprio al principe Esterházy il corso dell'anno 2007.
Nel vestire, Nicola viene ricordato come stravagante ma soprattutto particolarmente incline a spendere grandi somme di denaro per abiti raffinati o particolari come una nota giacca costellata di diamanti. Il conte russo Evgraf Fedorovich Komarovsky, delegato russo all'incoronazione dell'imperatore a Francoforte sul Meno, disse del principe Esterházy: "Dopo quelli dell'imperatore, non vi erano abiti più ricchi e magnifici di quelli del principe Esterházy e del suo seguito".
Goethe, che ebbe modo di conoscere Nicola I a Francoforte in occasione dell'incoronazione di Giuseppe II del Sacro Romano Impero nel 1764 così lo descrisse: "Non alto, ma di belle forme, vivace e nel contempo decoroso, senza orgoglio né freddezza".
Come Goethe, il principe Esterházy fu membro della Massoneria.

## Matrimonio e figli
Il 21 marzo 1718, Nicola I sposò la contessa Maria Elisabetta Ungnad von Weissenwolff, figlia del conte Ferdinand Ungnad von Weissenwolff, dalla quale ebbe i seguenti eredi:
- Antonio (1738-1794), sposò Maria Teresa Erdödy de Monyoro-Kerek e Monoszlo ed alla morte di questa, si risposò con Maria Anna von Hohenfeld
- Maria Anna (1739-1820), sposò il principe Antal Grassalkovich de Gyarak
- Cristina (1740-1787), monaca
- Nicola Lorenzo (1741-1809), sposò la contessa Maria Anna Ungnadin von Weissenwolff
- Ferdinando Bonaventura (20 - 27 agosto 1747)
- Elisabetta (gennaio - 23 giugno 1751)

## Albero genealogico
|                                   |                               |                                         | Genitori                             |  |  | Nonni |  |  | Bisnonni         |  |  | Trisnonni        |  |
|                                   |                               |                                         |                                      |  |  |       |  |  | Miklós Esterházy |  |  | Ferenc Esterházy |  |
|                                   |                               |                                         |                                      |  |  |       |  |  | Miklós Esterházy |  |  | Ferenc Esterházy |  |
|                                   |                               | Zsófia Illéshazy                        |                                      |  |  |       |  |  | Miklós Esterházy |  |  |                  |  |
| Paolo I Esterházy                 |                               |                                         |                                      |  |  |       |  |  | Miklós Esterházy |  |  |                  |  |
|                                   |                               | Krisztina Nyáry de Bedegh               | Pál Nyáry de Bedegh et Berencs       |  |  |       |  |  |                  |  |  |                  |  |
|                                   |                               | Krisztina Nyáry de Bedegh               | Pál Nyáry de Bedegh et Berencs       |  |  |       |  |  |                  |  |  |                  |  |
|                                   |                               | Krisztina Nyáry de Bedegh               | Katalin Várday de Kisvárda           |  |  |       |  |  |                  |  |  |                  |  |
| Giuseppe Esterházy                |                               | Krisztina Nyáry de Bedegh               |                                      |  |  |       |  |  |                  |  |  |                  |  |
|                                   |                               | István Thököly                          | István Thököly                       |  |  |       |  |  |                  |  |  |                  |  |
|                                   |                               | István Thököly                          | István Thököly                       |  |  |       |  |  |                  |  |  |                  |  |
|                                   |                               | István Thököly                          | Katalin Thurzó de Bethlenfalva       |  |  |       |  |  |                  |  |  |                  |  |
| Éva Thököly                       |                               | István Thököly                          |                                      |  |  |       |  |  |                  |  |  |                  |  |
|                                   |                               | Mária Gyulaffy                          | Sámuel Gyulaffy                      |  |  |       |  |  |                  |  |  |                  |  |
|                                   |                               | Mária Gyulaffy                          | Sámuel Gyulaffy                      |  |  |       |  |  |                  |  |  |                  |  |
|                                   |                               | Mária Gyulaffy                          | Anna Bethlen de Iktár                |  |  |       |  |  |                  |  |  |                  |  |
| Nicola I Esterházy                |                               | Mária Gyulaffy                          |                                      |  |  |       |  |  |                  |  |  |                  |  |
|                                   | Wolfgang Georg II von Gilleis | Andreas de Gilleis                      |                                      |  |  |       |  |  |                  |  |  |                  |  |
|                                   | Wolfgang Georg II von Gilleis | Andreas de Gilleis                      |                                      |  |  |       |  |  |                  |  |  |                  |  |
|                                   | Wolfgang Georg II von Gilleis | Margareta de Gilleis                    |                                      |  |  |       |  |  |                  |  |  |                  |  |
| Georg Julius von Gilleis          | Wolfgang Georg II von Gilleis |                                         |                                      |  |  |       |  |  |                  |  |  |                  |  |
|                                   |                               | Isabella Rüber von Püchsendorf          | Johann Baptist Rüber von Püchsendorf |  |  |       |  |  |                  |  |  |                  |  |
|                                   |                               | Isabella Rüber von Püchsendorf          | Johann Baptist Rüber von Püchsendorf |  |  |       |  |  |                  |  |  |                  |  |
|                                   |                               | Isabella Rüber von Püchsendorf          | Eleonore von Schallenberg            |  |  |       |  |  |                  |  |  |                  |  |
| Maria Oktavia von Gilleis         |                               | Isabella Rüber von Püchsendorf          |                                      |  |  |       |  |  |                  |  |  |                  |  |
|                                   |                               | Bartholomäus von Starhemberg-Schaunberg | Gundacker von Starhemberg            |  |  |       |  |  |                  |  |  |                  |  |
|                                   |                               | Bartholomäus von Starhemberg-Schaunberg | Gundacker von Starhemberg            |  |  |       |  |  |                  |  |  |                  |  |
|                                   |                               | Bartholomäus von Starhemberg-Schaunberg | Anna Sabina von Dietrichstein        |  |  |       |  |  |                  |  |  |                  |  |
| Sabina von Starhemberg-Schaunberg |                               | Bartholomäus von Starhemberg-Schaunberg |                                      |  |  |       |  |  |                  |  |  |                  |  |
|                                   |                               | Esther von Windisch-Graetz              | Siegfried Adam von Windisch-Graetz   |  |  |       |  |  |                  |  |  |                  |  |
|                                   |                               | Esther von Windisch-Graetz              | Siegfried Adam von Windisch-Graetz   |  |  |       |  |  |                  |  |  |                  |  |
|                                   |                               | Esther von Windisch-Graetz              | Christina Schrott zu Kindberg        |  |  |       |  |  |                  |  |  |                  |  |
|                                   |                               | Esther von Windisch-Graetz              |                                      |  |  |       |  |  |                  |  |  |                  |  |